# 100BaseVG
100BaseVG-Any LAN
100VG (Voice Grade) es una tecnología que combina elementos de Ethernet y Token Ring Ring, desarrollada por HP, el IEEE actualmente la depura en su versión 802.12, estándar para transmitir tramas 802.3 y 802.20.
La velocidad mínima de transmisión es de 10 Mbps en cable UTP categoría 3 y fibra óptica, método de acceso de prioridad según demanda.
Esta topología requiere sus propios concentradores y tarjetas de red, la longitud del cable que conecta a los equipos con el concentrador no debe exceder los 50 m.